# Diisoheptylphthalat
Diisoheptylphthalat ist eine chemische Verbindung aus der Gruppe der Phthalsäureester.

## Gewinnung und Darstellung
Im Allgemeinen wird Diisoheptylphthalat kommerziell in einem geschlossenen System durch katalytische Veresterung von Phthalsäureanhydrid mit verschiedenen Alkoholen (Isoheptanol- oder Heptanolmischungen) hergestellt.

## Eigenschaften
Diisoheptylphthalat ist eine farb- und geruchlose Flüssigkeit, die praktisch unlöslich in Wasser ist.

## Verwendung
Diisoheptylphthalat wird als Weichmacher für PVC und andere Produkte verwendet. Die Produktion in der EU und der USA endete 2010.